# 2017年洪都拉斯大選
2017年的洪都拉斯大選在2017年11月26日舉行，選出新一任四年任期的洪都拉斯总统和洪都拉斯国民议会全部128名議員。洪都拉斯国民党的胡安·奥兰多·埃尔南德斯在2013年洪都拉斯大選當選為总统，是洪都拉斯歷史上的第一有資格競逐第二個任期的總統；左翼的自由和重建及革新和团结党則組成反獨裁反對派聯盟反對獨裁統治，以反腐敗黨創立人薩爾瓦多·納斯拉拉為代表候選人。至於洪都拉斯自由党決定提名前中美洲科技大学校長路易斯·奧蘭多·塞拉亞參選。
最高選舉法庭主席大衛·馬塔莫羅斯·巴特森決定選舉預算為109.8萬元宏都拉斯倫皮拉；美國大使館、美洲国家组织及欧洲联盟的外交官員將擔任是次選舉的選舉監督。
點票初期，埃尔南德斯一直明顯落後於反對派候選人。惟幾天後，最高選舉法庭公布的更新結果卻顯示埃尔南德斯領先，引發選舉舞弊等的懷疑，並導致部分地區發生衝突。其後全國進入緊急狀態。12月17日，最高選舉法庭宣佈埃尔南德斯以42.95%險勝反獨裁反對派聯盟的薩爾瓦多·納斯拉亞的41.42%得票率，連任成功。

## 總統選舉
初步點票結果：
| 參選人                      | 政黨                 | 得票      | %       |
| --------------------------- | -------------------- | --------- | ------- |
| 胡安·奥兰多·埃尔南德斯      | 洪都拉斯国民党       | 1,410,888 | 42.95   |
| 薩爾瓦多·納斯拉亞           | 反獨裁反對派聯盟     | 1,360,442 | 41.42   |
| 路易斯·奧蘭多·塞拉亞        | 洪都拉斯自由党       | 484,187   | 14.74   |
| 羅密歐·瓦斯蓋茲·貝拉斯克斯  | 洪都拉斯愛國聯盟     | 6,517     | 0.2     |
| Marlene Elizabeth Alvarenga | 反貪黨               | 5,983     | 0.18    |
| Lucas Evangelisto Aguilera  | 洪都拉斯基督教民主黨 | 5,900     | 0.18    |
| Alfonso Díaz Narváez        | 民主統一黨           | 4,633     | 0.14    |
| Isaías Fonseca Aguilar      | 廣泛陣線黨           | 3,151     | 0.1     |
| Eliseo Vallecillo Reyes     | 前進團結運動黨       | 3,003     | 0.09    |
| 無效票或空白票              | 無效票或空白票       | 193,008   | 193,008 |
| 總計                        | 總計                 | 3,478,258 | 100     |
| 已登記選民／投票率          | 已登記選民／投票率   | 6,046,873 | 57.52%  |
| 來源：TSE（已點算100%選票） |                      |           |         |